# Умберто Суасо
Умберто Суасо (ісп. Humberto Suazo, нар. 10 травня 1981, Сан-Антоніо) — чилійський футболіст, що грав на позиції нападника. Найкращий бомбардир світу в міжнародних матчах з версії IFFHS 2006 року.
Виступав значну частину кар'єри за мексиканський «Монтеррей», крім того грав за низку чилійських клубів та іспанський клуб «Реал Сарагоса», а також національну збірну Чилі.

## Клубна кар'єра

### Ранні роки
Умберто почав тренуватися в дитячій команді рідного міста «Клуб Торіно» з 6 років. У грудні 1995 року його помітили скаути одного з провідних клубів країни — «Універсідад Католіка», в молодіжній системі якого він продовжив своє футбольне навчання.
В 2000 році відбувся дебют Суасо у професійному футболі. «Універсідад Католіка» віддала його в оренду в клуб 2 дивізіону «Ньюбленсе», і свій перший матч він зіграв проти «Магальянеса», в минулому одного з найкращих чилійських клубів. В цьому матчі він забив свій перший гол. У наступному сезоні він вже виступав за «Депортес Магальянес».

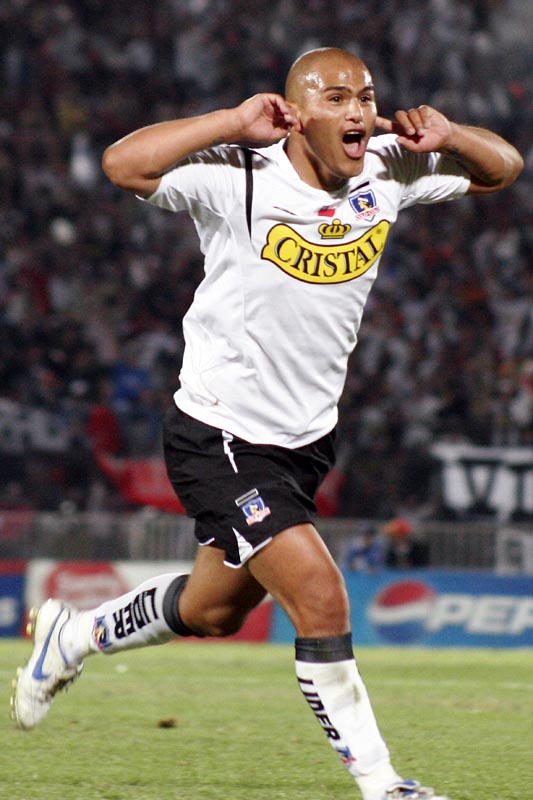
Умберто Суасо під час виступів за «Коло-Коло». 2006 рік.

У 2002 році він повернувся в рідне місто виступати за клуб третього дивізіону «Сан Антоніо Унідо». Здавалося, що його кар'єра котиться по низхідній, до тих пір, поки він не забив вже у сезоні 2003/04 за інший клуб 3-го дивізіону «Сан-Луїс де Кільйота» 40 голів у 40 матчах, чим привернув до себе увагу більш серйозної команди — «Аудакс Італьяно». Суасо скористався своїм шансом, незважаючи на травму, отриману ним на початку 2004 року — в 62 матчах за «Аудакс» на більш високому рівні 1 дивізіону він за два сезони забив все ті ж 40 голів.

### «Коло-Коло»
У 2006 році Умберто Суасо перейшов у чилійський клуб «Коло-Коло». За кілька років до того команда перебувала на межі банкрутства, але допомога вболівальників і грамотна політика щодо підбору складу дозволили «Коло-Коло» повернути свої високі позиції в чилійському футболі. В тому році ударну зв'язку в команді склали визнаний згодом кращим футболістом Південної Америки 2006 року Матіас Фернандес і на вістрі атаки був Умберто Суасо. Суасо став кращим бомбардиром Апертури Чилі з 19 голами («Коло-Коло» став чемпіоном країни) в 21 матчі. Потім, у другій половині року, його 10 голів у 12 матчах дозволили «Коло-Коло» дійти до фіналу Південноамериканського кубка. Команда була явним фаворитом, проте поступилася у фіналі мексиканській «Пачуці». Паралельно чорно-білі здобули черговий чемпіонський титул, вигравши і Клаусуру Чилі (у Суасо 15 голів в 16 матчах).
За підсумками 2006 року Умберто Суасо був визнаний найкращим бомбардиром світу в міжнародних матчах. IFFHS враховує в цьому рейтингу суму голів за збірну (у Суасо за рік було 4 забитих голи) і в континентальних клубних турнірах (у Кубку Лібертадорес 2006 Суасо відзначився хет-триком у ворота «Гвадалахари», плюс вищевказані 10 м'ячів в ПАК). З 17-ма м'ячами Суасо став кращим бомбардиром світу з даної номінації. Хоча чемпіонати в Чилі самостійні, при підрахунку голів за рік, у Суасо виявилося 34 голи. Лише Клас-Ян Гунтелар з амстердамського «Аякса» зміг забити за 2006 рік на гол більше.
У 2007 році Суасо наколотив у ворота суперників в чилійській першості Апертури 18 голів в 17 матчах і привів «Коло-Коло» до третього чемпіонства поспіль (і всього — до 26-го в історії клубу). У розіграші Кубка Лібертадорес 2007 року Суасо в 7 матчах забив 5 м'ячів. Всього в 75 матчах за «Коло-Коло» за 1,5 року футболіст відзначився 70-ма голами.

### «Монтеррей»

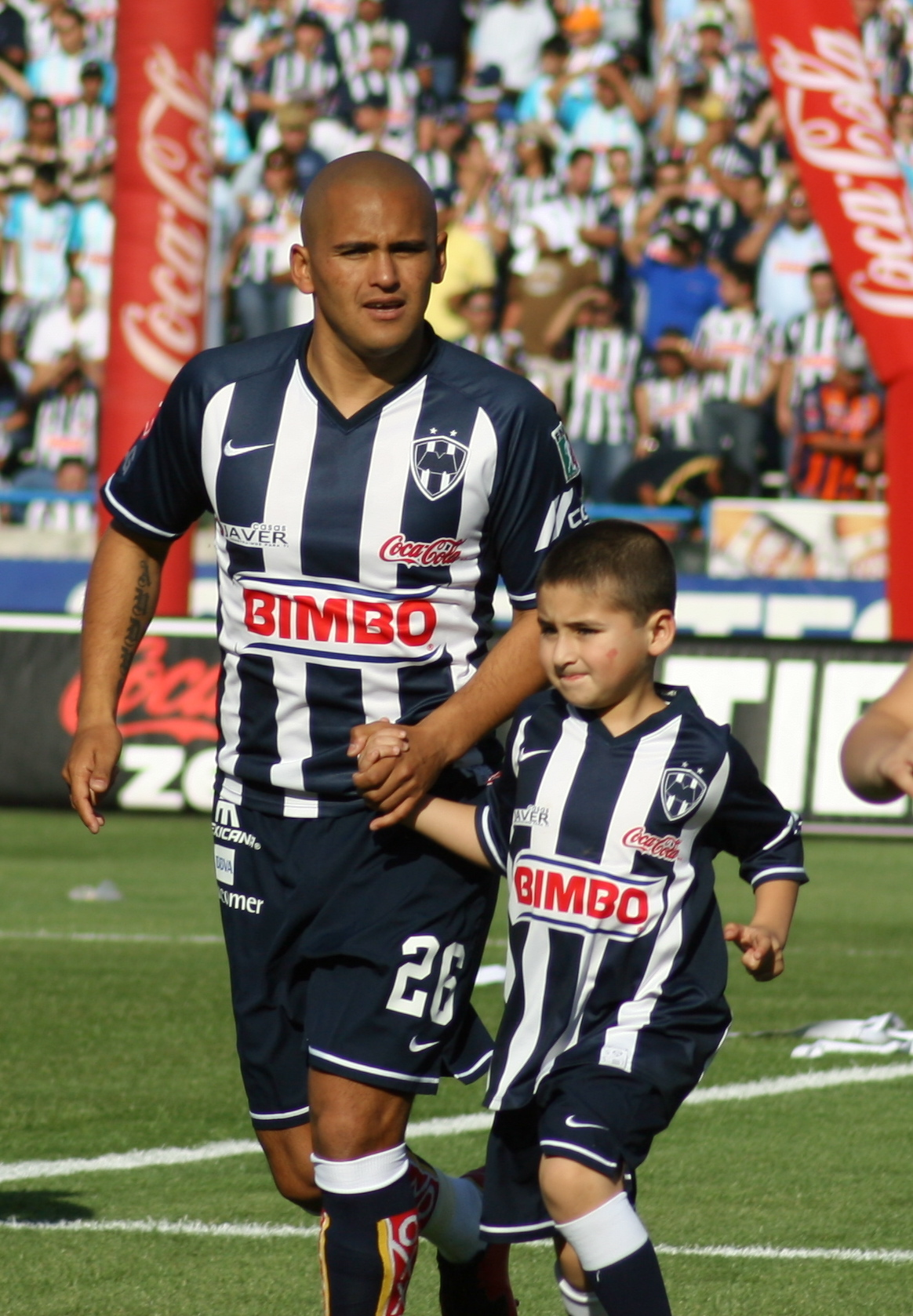
Умберто Суасо у грі за «Монтеррей»

У середині 2008 року мексиканський «Монтеррей» купив футболіста за 8 млн доларів. В 12 матчах першого чемпіонату Суасо відзначився лише трьома забитими голами. Пішли чутки про продаж футболіста в аргентинський «Індепендьєнте», тим більше що у Умберто не дуже склалися стосунки з тренерами та партнерами по новій команді. Однак 4 січня 2008 року Суасо зібрав прес-конференцію, на якій заявив, що перші 6 місяців перебування в «Монтерреї» не були для нього вдалими, проте він має намір змінити ситуацію і буде дуже старанно для цього працювати. 13 лютого він відзначився хет-триком у ворота «Текос УАГ». 6 квітня Суасо забив 4 голи у ворота «Веракруса». За підсумками сезону в 31 грі двох чемпіонатів країни він забив 19 голів.
В січні 2010 року Суасо на правах оренди перейшов у іспанський клуб «Реал Сарагоса», де до кінця року у 17 матчах Ла Ліги забив 6 голів, після чого повернувся у Мексику. Цього разу відіграв за команду з Монтеррея наступні п'ять сезонів своєї ігрової кар'єри. Більшість часу, проведеного у складі «Монтеррея», був основним гравцем атакувальної ланки команди і одним з головних бомбардирів команди, маючи середню результативність на рівні 0,48 голу за гру першості. Причому у сезоні 2011/12 він став найкращим бомбардиром Ліги чемпіонів КОНКАКАФ з 7 голами.
Завершив професійну ігрову кар'єру у клубі «Коло-Коло», у складі якого вже виступав раніше. Прийшов до команди 2015 року, захищав її кольори до припинення виступів на професійному рівні у 2015.

## Виступи за збірну
2005 року Умберто дебютував в офіційних матчах у складі національної збірної Чилі і зіграв за рік три матчі, проте голів не забивав.

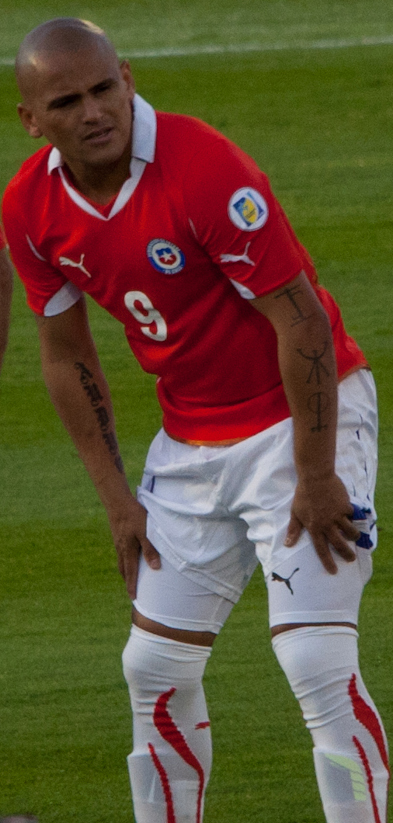
Умберто Суасо у складі збірної Чилі. 2011 рік.

В 2006 році всі 4 своїх голи Суасо забив у товариських матчах (у ворота збірних Нової Зеландії, Швеції, Кот-д'Івуару і Колумбії). На розіграші Кубка Америки 2007 року у Венесуелі Суасо відзначився трьома голами — дублем у груповому матчі проти Еквадору і голом у 1/4 фіналу проти Бразилії, де чилійці поступились 1:6 і припинили боротьбу.
Згодом у відбіркових матчах чемпіонату світу 2010 року Умберто забив 10 голів:
по два м'ячі у ворота збірних Перу, Венесуели, Бразилії та Колумбії і по одному м'ячу Еквадору і Парагваю. З 10 забитими м'ячами Суасо став одноосібним найкращим бомбардиром збірної у відбірковому циклі і допоміг їй зайняти друге місце, пробившись у фінальну стадію чемпіонату світу. У фінальному турнірі чемпіонату світу 2010 року у ПАР Суасо зіграв 2 гри — проти Швейцарії (1:0) у груповому етапі і в 1/8 фіналу проти Бразилії (0:3)
Наступного року у складі збірної був учасником Кубка Америки 2011 року в Аргентині.
Протягом кар'єри у національній команді, яка тривала 8 років, провів у формі головної команди країни 60 матчів, забивши 21 гол.

## Статистика виступів

### Статистика клубних виступів
| Клуб              | Сезон             | Чемпіонат | Чемпіонат | Міжнародні | Міжнародні | Інші змагання | Інші змагання | Усього | Усього |
| Клуб              | Сезон             | Ігор      | Голів     | Ігор       | Голів      | Ігор          | Голів         | Ігор   | Голів  |
| ----------------- | ----------------- | --------- | --------- | ---------- | ---------- | ------------- | ------------- | ------ | ------ |
| «Аудакс Італьяно» | Апертура 2004     | 11        | 6         | -          | -          | -             | -             | 11     | 6      |
| «Аудакс Італьяно» | Клаусура 2004     | 19        | 17        | -          | -          | -             | -             | 19     | 17     |
| «Аудакс Італьяно» | Апертура 2005     | 17        | 6         | -          | -          | -             | -             | 17     | 6      |
| «Аудакс Італьяно» | Клаусура 2005     | 15        | 11        | -          | -          | -             | -             | 15     | 11     |
| «Аудакс Італьяно» | Усього            | 62        | 40        | —          | —          | —             | —             | 62     | 40     |
| «Коло-Коло»       | Апертура 2006     | 21        | 19        | 2          | 3          | -             | -             | 23     | 22     |
| «Коло-Коло»       | Клаусура 2006     | 16        | 15        | 12         | 10         | -             | -             | 28     | 25     |
| «Коло-Коло»       | Апертура 2007     | 17        | 18        | 7          | 5          | -             | -             | 24     | 23     |
| «Коло-Коло»       | Усього            | 54        | 52        | 21         | 18         | —             | —             | 75     | 70     |
| «Монтеррей»       | Апертура 2007     | 12        | 3         | -          | -          | -             | -             | 12     | 3      |
| «Монтеррей»       | Клаусура 2008     | 19        | 16        | -          | -          | -             | -             | 19     | 16     |
| «Монтеррей»       | Апертура 2008     | 15        | 4         | -          | -          | -             | -             | 15     | 4      |
| «Монтеррей»       | Клаусура 2009     | 17        | 10        | -          | -          | -             | -             | 17     | 10     |
| «Монтеррей»       | Апертура 2009     | 22        | 11        | -          | -          | -             | -             | 22     | 11     |
| «Монтеррей»       | Усього            | 85        | 44        | —          | —          | —             | —             | 85     | 44     |
| «Реал Сарагоса»   | ПД                | 17        | 6         | -          | -          | -             | -             | 17     | 6      |
| Усього за кар'єру | Усього за кар'єру | 207       | 138       | 21         | 18         | —             | —             | 225    | 159    |

## Досягнення
- Чемпіон Чилі: Ап. 2006, Кл. 2006, Ап. 2007
- Переможець Ліги чемпіонів КОНКАКАФ: 2010/11, 2011/12
- Фіналіст Південноамериканського кубка: 2006
- Кращий бомбардир чемпіонату Чилі: Ап. 2006, Кл. 2007
- Кращий бомбардир чемпіонату Мексики: Кл. 2008
- Кращий бомбардир Південноамериканського кубка: 2006
- Кращий бомбардир Ліги чемпіонів КОНКАКАФ: 2011/12 (7 голів, разом із Орібе Перальтою)
- Володар призу IFFHS кращому бомбардирові світу в міжнародних матчах: 2006[1]